# Kennebec (conseil législatif)
Ne doit pas être confondu avec Kennebec (division sénatoriale canadienne).
Division du Conseil législatif du Québec
Kennebec est une division du Conseil législatif du Québec ayant existé de 1867 à 1968. Elle est abolie en même temps que le Conseil lui-même.

## Liste des conseillers
| Années | Années      | Conseiller législatif    | Parti           |
| ------ | ----------- | ------------------------ | --------------- |
|        | 1867 - 1874 | Isidore Thibaudeau       | Libéral         |
|        | 1874 - 1876 | Louis Richard            | Conservateur    |
|        | 1877 - 1882 | Joseph Gaudet            | Conservateur    |
|        | 1882 - 1887 | Elzéar Gérin             | Conservateur    |
|        | 1887 - 1889 | Édouard-Louis Pacaud     | Libéral         |
|        | 1889 - 1915 | Napoléon-Charles Cormier | Libéral         |
|        | 1915 - 1921 | François Théodore Savoie | Libéral         |
|        | 1921 - 1926 | Paul Tourigny            | Libéral         |
|        | 1927 - 1929 | Joseph-Édouard Caron     | Libéral         |
|        | 1929 - 1958 | Élisée Thériault         | Libéral         |
|        | 1959 - 1968 | Ernest Benoît            | Union nationale |